# Liste der Pfarren im Stadtdekanat 23 (Erzdiözese Wien)
Das Stadtdekanat 23 ist ein Dekanat im Vikariat Wien Stadt der römisch-katholischen Erzdiözese Wien.

## Pfarren mit Kirchengebäuden und Kapellen
| Pfarrverband     | Pfarre                     | Teilgemeinden               | Ink.                        | Seit      | Patrozinium                        | Kirchengebäude und Kapellen |                                 |
| ---------------- | -------------------------- | --------------------------- | --------------------------- | --------- | ---------------------------------- | --- | ------------------------------- |
|                  | Atzgersdorf                |                             |                             | 1345      | Hl. Katharina                      | Pfarrkirche Atzgersdorf Filialkirche hl. Christophorus, Barbarakapelle im Senioren- und Pflegehaus St. Barbara der Caritas                                                                                    | Pfarrkirche Atzgersdorf         |
|                  | Emmaus am Wienerberg       |                             |                             | 1989      | Emmaus                             | Pfarrkirche Emmaus am Wienerberg | Emmaus am Wienerberg            |
|                  | Inzersdorf                 |                             |                             | 1217      | Hl. Nikolaus                       | Pfarrkirche Inzersdorf | Pfarrkirche Inzersdorf          |
|                  | Inzersdorf-Neustift        |                             | Salesianer Don Boscos (SDB) | 1939      | Maria, Hilfe der Christen          | Pfarrkirche Inzersdorf-Neustift | Pfarrkirche Inzersdorf-Neustift |
|                  | Hl. Johannes XXIII.        | Neuerlaa, Wohnpark Alterlaa |                             | 1975/1989 | Hl. Johannes XXIII.                | Pfarrkirche Neuerlaa, Wohnparkkirche Alt-Erlaa | Pfarrkirche Neuerlaa            |
| KaRoLieBe        | Kalksburg                  |                             |                             | 1783      | Hl. Petrus in vinculis             | Pfarrkirche Kalksburg Kapelle im Hildegardishaus des CS Pflege- und Sozialzentrum Kalksburg, Maria-Immaculata-Kapelle im Kollegium Kalksburg                                                                  | Pfarrkirche Kalksburg           |
| KaRoLieBe        | Liesing                    |                             |                             | 1783      | Maria, Mutter der göttlichen Gnade | Pfarrkirche Liesing Kreuzerhöhungskapelle im Schloss Liesing | Pfarrkirche Liesing             |
| KaRoLieBe        | Rodaun                     |                             |                             | 1783      | Mariä Himmelfahrt                  | Pfarrkirche Rodaun Bergkirche Rodaun, Herz-Jesu-Kapelle der Borromäerinnen |                                 |
|                  | Siebenhirten               |                             |                             | 1783      | Hl. Martin                         | Pfarrkirche Siebenhirten | Pfarrkirche Siebenhirten        |
| Weinberg Christi | Erlöserkirche Endresstraße |                             |                             | 1996      | Zum Allerheiligsten Erlöser        | Erlöserkirche Endresstraße Kapelle im Mariapolizentrum Am Spiegeln | Erlöserkirche Endresstraße      |
| Weinberg Christi | Mauer                      |                             |                             | 1783      | Hl. Erhard                         | Pfarrkirche Mauer Wotrubakirche, Rosenhügelkapelle im Neurologischen Zentrum Rosenhügel, Kapelle zur Rosenkranzkönigin der Ursulinen, Josefskapelle der Servitinnen, Maria-Schutz-Kapelle im Sommerhaus Mauer | Pfarrkirche Mauer               |

## Stadtdekanat 23
Es umfasst zehn Pfarren im 23. Wiener Gemeindebezirk Liesing sowie eine Pfarre im 10. Gemeindebezirk Favoriten. 2004 gab es im Dekanat noch rund 45.800 Katholiken, die Zahl ist tendenziell abnehmend. Die Rosenhügelkapelle der Pfarre Mauer befindet sich heute im 13. Gemeindebezirk Hietzing, da das Gebiet der Katastralgemeinde Rosenberg 1908 von Mauer an Hietzing fiel.
Die wahrscheinlich älteste Pfarre im Dekanat ist mit Gründungsjahr 1217 die Pfarre Inzersdorf. Für Atzgersdorf wurde erstmals 1345 ein Pfarrer urkundlich erwähnt. Im Zuge der josephinischen Reformen wurden 1783 Mauer, Rodaun und Siebenhirten sowie 1784 Liesing zu Pfarren erhoben, Kalksburg folgte 1805. Im 20. Jahrhundert kam es im Bereich des Stadtdekanats 23 zu vier Pfarrerhebungen: Inzersdorf-Neustift im Jahr 1939, Neuerlaa im Jahr 1975, Wohnpark Alterlaa im Jahr 1989 sowie schließlich die Pfarre Erlöserkirche Endresstraße, die mit Gründungsjahr 1996 jüngste Pfarre des Dekanats. Die heutige Pfarre Emmaus am Wienerberg war ab 1989 nicht mehr Teil des Dekanatsgebiets, 1992 wurde sie außerhalb zur Pfarre erhoben und kehrte 2015 in das Dekanat 23 zurück.
Diözesaner Entwicklungsprozess
Am 29. November 2015 wurden für alle Pfarren der Erzdiözese Wien Entwicklungsräume definiert. Die Pfarren sollen in den Entwicklungsräumen stärker zusammenarbeiten, Pfarrverbände oder Seelsorgeräume bilden. Am Ende des Prozesses sollen aus den Entwicklungsräumen neue Pfarren entstehen. Im Stadtdekanat 23 wurden folgende Entwicklungsräume festgelegt:
- Emmaus am Wienerberg, Inzersdorf und Inzersdorf-Neustift
- Kalksburg, Liesing und Rodaun (seit 1. April 2018 Pfarrverband KaRoLieBe)
- Atzgersdorf
- Erlöserkirche Endresstraße und Mauer (seit 1. Jänner 2021 Pfarrverband Weinberg Christi)
- Neuerlaa, Siebenhirten und Wohnpark Alterlaa (seit 1. April 2023: Pfarre Hl. Johannes XXIII, ohne Siebenhirten)

## Dechanten
- ?–? Otto Novotny, Pfarrer in Atzgersdorf[4]
- ?–2010 P. Alois Sághy, Pfarrer in Inzersdorf-Neustift[5]
- seit 2010 Bernhard Franz Pokorny, Pfarrer in Liesing[5]